# Ramon Sales i Amenós
Ramon Sales i Amenós (La Fuliola, l'Urgell 1893 - Barcelona 1936) fou un sindicalista català. Pertanyia a una família d'ideologia carlina i es traslladà a Barcelona de ben jovenet. El 1918 ingressà al Sindicat Mercantil de Barcelona la CNT, però en desacord amb la ideologia llibertària el 1919, amb altres companys del Centre Obrer Legitimista, fundà la Corporació General de Treballadors, més coneguda com a Unió de Sindicats Lliures. Hom l'identifica generalment com a cap d'aquesta organització, que es transformà durant l'època que Severiano Martínez Anido fou governador civil de Barcelona en un sindicat blanc que nodrí les colles de pistolers contra els sindicats únics cenetistes i assassinà dirigents sindicals i advocats sindicalistes.
En proclamar-se la Segona República Espanyola, es traslladà a França. Més tard tornà a Barcelona i intentà, amb poc èxit, reorganitzar el Sindicat Lliure. Fou detingut la primavera del 1936. El 19 de juliol sortí de la presó, però poc després fou detingut per milicians cenetistes i assassinat.